# 나카자토촌 (오키나와현)
나카자토촌(仲里村)은 오키나와현 구메지마섬에 있던 촌이다. 구시카와촌으로의 출퇴근률은 12.9%. 
류큐 왕국 시대인 17세기부터 오랫동안 동쪽 절반은 나카리, 서쪽 절반은 구시가와로 나뉘어져 있었고, 복귀 후 이웃 마을인 구시가와 마을과의 합병 논의가 있었으나, 합병 후의 신청사 위치를 둘러싸고 한동안 좌절되었다. 그리고 1990년대에 들어서면서 다시 양 마을의 합병이 재부상하여 2002년 4월 1일에 구시카와촌과 합병해 구메지마정이 탄생하였다. 구메지마 나카시마 나카시마키리, 나카리마키리에서 300여년, 1908년 촌제 시행 이후 94년 동안 지속된 나카자토촌이 소멸하였다.

## 지리
오키나와섬에서 서쪽으로 약 100km 떨어진 구메섬의 동쪽 절반에 위치해 있다.

## 교통
- 구시카와촌의 구메지마공항에서 나하공항으로 매일 몇 편을 운항하고 있으며, 1997년부터는 도쿄 하네다공항에도 7월 중순~9월(2006년까지는 6월~9월)의 계절 한정으로 운항하고 있다.

### 항로
- 마을 내 마도마리항에서 4월~10월의 계절 한정으로 고속선 '부루스카이'가 도나키시마를 경유해 나하시의 나하토마리항과 연결했다(2004년 말 폐선).
- 구시카와촌의 겐조항에서 대형 페리가 도나키섬을 경유해 나하토마리항과 연결하고 있다(1일 1왕복이었으나 고속선 폐지후 2005년부터 매일 2왕복으로 바뀌었다)

### 일반도로
- 오키나와현도 제89호선 쿠메지마공항 마도마리선(주요 지방도)
- 오키나와현도 제242호선 우네 나카도마리선
- 오키나와현도 제245호선 쿠메지마 일주선